# 대한봅슬레이스켈레톤경기연맹
대한봅슬레이스켈레톤경기연맹은 봅슬레이와 스켈레톤 발전을 위해 설립된 협회이다.